# Bonnetiaceae
Bonnetiaceae — родина квіткових рослин, що складається з 4 родів і 41 виду. Родина є неотропічною, за винятком роду Ploiarium, який зустрічається в Малезії. Це сестра родини Clusiaceae.